# أب بيدك زيلائي (مقاطعة بوير احمد)
أب بیدك زيلائي (بالفارسية: آب‌بیدک زیلائی) هي قرية تقع في إيران في قسم زیلایی الريفي. يقدر عدد سكانها بـ 218 نسمة .